# Dentimargo smithii
Dentimargo smithii är en snäckart som först beskrevs av Addison Emery Verrill 1885.  Dentimargo smithii ingår i släktet Dentimargo och familjen Marginellidae. Inga underarter finns listade i Catalogue of Life.